# 목성 트로이군

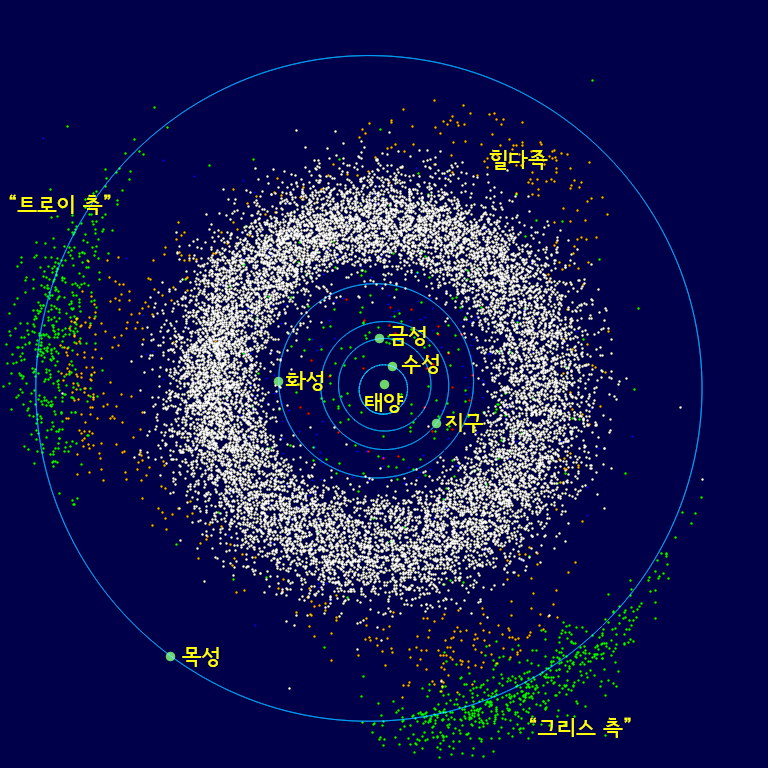
태양, 목성과 함께 정삼각형을 이루는 지점에 트로이 소행성들이 있다.(녹색) 소행성대(흰색)와 목성 사이에 있는 힐다 소행성 군(주황색)도 보인다.

목성 트로이군(Jupiter trojans)은 목성의 라그랑주점 L4와 L5 에 위치하는 소행성들의 집합이다. 궤도장반경은 5.05에서 5.35 AU이며, 목성과 거의 같은 주기를 갖는다. 1906년 독일의 천문학자 막스 볼프가 L4에서 588 아킬레스를 발견한 이래로 2005년 8월까지 L4에서 1108개, L5에서 718개의 소행성이 발견되었다. 가장 큰 트로이 소행성은 L4의 624 헥토르와 L5의 617 파트로클로스이며 가장 큰 천체는 624 헥토르이다.
L4에 있는 소행성은 그리스 군을 따서 명명되며 L5의 소행성은 트로이 군사들을 따서 명명되는데 L4의 624 헥토르와 L5의 617 파트로클로스는 반대로 되어 있다.

## 같이 보기
- 목성 트로이군 목록 (그리스 측)
- 목성 트로이군 목록 (트로이 측)